# جوی باریو
جوی باریو (انگلیسی: Javi Barrio؛ زادهٔ ۲۱ مهٔ ۱۹۹۱) بازیکن فوتبال اهل اسپانیا است.
از باشگاه‌هایی که در آن بازی کرده‌است می‌توان به باشگاه فوتبال راسینگ سانتاندر اشاره کرد.